# Project 09851 Khabarovsk
Khabarovsk-klass (ryska:Хабаровск) eller Project 09851 är en klass av ryska atomubåtar. Khabarovsk kommer att vara bestyckad med sex kärnvapenbestyckad autonoma torpeden Poseidon. Khabarovsk-klass baserad på Borej-klassen, men är mindre och med annan bestyckning.
Den första båten i klassen heter Khabarovsk, och den ryska flottan har beställt totalt fyra båtar. Byggnationen av Khabarovsk startade 2014.